# دختر دره (فیلم ۱۹۸۳)
دختر دره (به انگلیسی: Valley Girl) یک فیلم سینمایی آمریکایی در ژانر کمدی رمانتیک و نوجوان محصول سال ۱۹۸۳ میلادی به کارگردانی مارتا کولیج و با بازی نیکلاس کیج، دبورا فورمن، میشل میرینک، الیزابت دیلی، کامرون دای و مایکل بوون است.
انتشار آمریکایی دختر دره در ۲۹ آوریل ۱۹۸۳ بود. پیرنگ فیلم به صورت آزادانه بر روی رومئو و ژولیت بنا شده‌است.

## باکس آفیس
فیلم دختر دره در ۲۹ آوریل ۱۹۸۳ منتشر و در ۴۴۲ سالن سینما اکران شد. در هفته اول ۱٬۸۵۶٬۷۸۰ دلار درآمد کسب کرد. فروش داخلی نهایی به ۱۷ میلیون دلار رسید.